# アキバプロレス
アキバプロレスは、東京都千代田区秋葉原を中心に活動しているプロレスプロモーション。運営はキャビネット。

## 概要
菊タローはプロレスだけでは食べていけなかった時代に秋葉原でアルバイトをして生計を立てていた。その思い入れのある秋葉原に元気がないこと更にはプロレス界そのものにも元気がないことに心を痛めた。そこで娯楽性の高い興業を秋葉原で行うことで、その双方に活力を与えようと新しいプロレスイベントの設立を企画。コンセプトとしてはアキバ系にもなじみが深いヒーローショーの手法を大胆に取り入れてプロレス興業にアキバ系の新規ファンとプロレスファンを秋葉原に呼ぶことによって秋葉原とプロレスの双方を活性化させることを企図している。

## 歴史
- 2008年8月16日、秋葉原UDX2階アキバ・スクウェアでベータ版と称して旗揚げ戦を開催。

## 主要参戦選手
興業当日のエンドロールにおいて映像のみの出演を含むすべての参加レスラー名が発表されているが、それぞれの担当役名については一部の例外を除いて公表されていない。そのため以下の参戦選手の項には素顔または通常のキャラクターでの出場がない選手も含まれる。アキバプロレスの登場キャラクターについては興行によって扮しているプロレスラーが異なる場合がある。

### アキバプロレス軍
- 菊タロー
- Rion（第3回のラストで合流）
- おでんカーン
- ダンボール肉マン
- ケバブマン（第3回のラストで合流）
- 電脳戦隊アキバファイブ
  - アキバビリジアン : 酒井一圭（変身前）
  - アキバブラウン
- おぐりゆか（アキバファイブショー司会のおねえさん）
- みずしな孝之（練習生）
- 佐川真（練習生）

### 悪の軍団
- キッダーニ男爵
- プロフェッショナル諜報員 : 藤志郎
- Rion（第3回のラストでアキバ軍に合流）
- 戦闘員
- 怪人ローアングラー
- ジャンク男1
- ジャンク男2
- エウリアン
- CQC怪人反り蛇男
- Mr.PMC
- 怪人テンバイヤー
- ケバブマン（第3回のラストではアキバ軍に合流）
- サンタ怪人 : 三太&九郎

### ゲスト選手
第1回
- マグニチュード秋葉原
- アントーニオ本多
- 円華
- 澤宗紀
- マサ高梨
- 忍
- エル・ブレイザー
- 内田祥一
- NOSAWA論外
- MAZADA
- TAKEMURA
- 男色ディーノ
- アップルみゆき

第2回
- 宮原健斗
- 起田高志
- 佐藤光留
- 南野タケシ
- HARASHIMA
- K-ness.
- ジャクソン・フロリダ
- 華名

第3回
- 荒谷望誉
- KAZMA
- KUDO
- 沖本摩幸
- 田島久丸
- くいしんぼう仮面

第4回
- 高山善廣
- 鈴木みのる
- 田中将斗
- 関本大介
- 飯伏幸太
- 風香
- 紫雷美央
- 紫雷イオ

### コラボレーションキャラクター

#### 半熟英雄
- エッグマン
- 時田貴司（セコンド）

#### 天体戦士サンレッド
- サンレッド（声：髙木俊）
- ヴァンプ将軍（観客）（声：山田ルイ53世）
- フロシャイム戦闘員1号（観客）（声：ひぐち君）
- 気象戦隊ウェザースリー
  - ウェザーブルー
  - ウェザーイエロー

#### ストリートファイターIV
- リュウ（演：起田高志）
- バルログ（演：円華）
- エル・フォルテ（演：エル・ブレイザー）

#### メタルギアソリッド4
- オールド・スネーク（通信のみ）（声：大塚明夫）
- ジョニー・アキバ（伝令）

#### ヴァイスシュヴァルツ
- ヴァイス（オリジナルレスラー）
- シュヴァルツ（オリジナルレスラー）